# والت ماكفيرسون
والت ماكفيرسون (بالإنجليزية: Walt McPherson)‏ هو لاعب كرة قدم أمريكية أمريكي، ولد في 5 ديسمبر 1916 في سان خوسيه في الولايات المتحدة، وتوفي في 12 يناير 2013 في سانتا روسا في الولايات المتحدة.